# Sede titolare di Cirro dei Maroniti
Cirro dei Maroniti (in latino: Cyrrhensis Maronitarum) è una sede titolare della Chiesa cattolica, istituita nel XX secolo e soppressa nel 1956.
L'ultimo vescovo titolare fu Elia Scedid, che fu nominato dal Sinodo della Chiesa maronita nel 1926 vicario patriarcale di Batrun.

## Cronotassi degli arcivescovi titolari
- Joseph Estefan † (24 settembre 1896 - 4 luglio 1915 deceduto)
- Elia Scedid † (21 giugno 1926 - 18 gennaio 1950 deceduto)